# 小行星3085
小行星3085（3085 Donna）是一颗绕太阳运转的小行星，为主小行星带小行星。该小行星于1980年2月18日发现。
該小行星以小行星中心的助理唐娜·瑪麗·湯普森（Donna Marie Thompson）命名。

## 轨道参数
小行星3085的轨道半长轴为2.3890542 UA，离心率为0.100。